# Sciophila delphis
Sciophila delphis är en tvåvingeart som beskrevs av Chandler och Blasco-zumeta 2001. Sciophila delphis ingår i släktet Sciophila och familjen svampmyggor.
Artens utbredningsområde är Grekland. Inga underarter finns listade i Catalogue of Life.